# イン・ユア・ハウス
イン・ユア・ハウス（In Your House）はアメリカのプロレス団体WWF（現WWE）が1995年から1999年まで主催していた興行。また同興行を扱うPPVの名称である。
この興行は他の興行と違い、年に一度の開催ではなく、年に何度か開催され、回によってはサブタイトルがついている場合もあり、それが後に年に一度のスタイルになったものもある（ノー・ウェイ・アウト、アンフォーギヴェンなど）。

## 試合結果

### 第1回大会 In Your House 1
- 開催日 : 1995年3月14日
- 開催場所 : ニューヨーク州シラキュースのオノンダガ・ウォー・メモリアル
- 観客動員数 : 7,000人

- ダーク・マッチ -Dark Match-

○ジャン＝ピエール・ラフィット vs ボブ・ホーリー●
- ○ブレット・ハート vs 白使（w / 信者）●

- ハンディキャップ・マッチ -Handicap Match-

○レイザー・ラモン vs ジェフ・ジャレット&ザ・ローディー●
- キング・オブ・ザ・リング出場者決定戦 -King of the Ring Qualifying Match-

○メイブル（w / モー） vs アダム・ボム●
- WWFタッグ王座戦 -WWF Tag Team Championship-

○オーエン・ハート&ヨコズナ(c)（w / ジム・コルネット&ミスター・フジ） vs ザ・スモーキン・ガンズ(ビリー・ガン&バート・ガン)●
- ○ジェリー・ローラー vs ブレット・ハート●

- WWF王座戦 -WWF Championship-

○ディーゼル(c) vs サイコ・シッド（w / テッド・デビアス）●
- ダーク・マッチ -Dark Match-

○バンバン・ビガロ vs タタンカ（w / テッド・デビアス）●
- ダーク・マッチ -Dark Match-

○ジ・アンダーテイカー（w / ポール・ベアラー） vs カマ（w / テッド・デビアス）●
- ダーク・マッチ/キング・オブ・ザ・リング出場者決定戦 -Dark Match/King of the Ring Qualifying Match-

△ブリティッシュ・ブルドッグ vs オーエン・ハート（w / ジム・コルネット）△

### 第2回大会 In Your House 2: The Lumberjacks
- 開催日 : 1995年7月23日
- 開催場所 : テネシー州ナッシュビルのナッシュビル・マニシパル・オーディトリアム
- 観客動員数 : 6,482人

- ダーク・マッチ -Dark Match-

○スキップ（w / サニー） vs アルド・モントーヤ●
- ○ザ・ローディー vs 1-2-3キッド●

- ○メン・オン・ア・ミッション(キング・メイブル&サー・モー) vs レイザー・ラモン&サビオ・ベガ●

- ○バンバン・ビガロ vs ヘンリー・ゴッドウィン●

- WWFインターコンチネンタル王座戦 -WWF Intercontinental Championship-

●ジェフ・ジャレット(c)（w / ザ・ローディー） vs ショーン・マイケルズ○
- WWFタッグ王座戦 -WWF Tag Team Championship-

○オーエン・ハート&ヨコズナ(c)（w / ジム・コルネット&ミスター・フジ） vs アライド・パワーズ(レックス・ルガー&ブリティッシュ・ブルドッグ)●
- ランバージャック形式WWF王座戦 -Lumberjack Match for the WWF Championship-

○ディーゼル(c) vs サイコ・シッド（w / テッド・デビアス）●
- ダーク・マッチ -Dark Match-

○ブレット・ハート vs ジャン＝ピエール・ラフィット●
- ダーク・マッチ/カスケット・マッチ -Dark Match/Casket Match-

○ジ・アンダーテイカー（w / ポール・ベアラー） vs カマ（w / テッド・デビアス）●

### 第3回大会 In Your House 3
- 開催日 : 1995年9月24日
- 開催場所 : ミシガン州サギノーのサギノー・シビック・センター
- 観客動員数 : 5,146人

- ダーク・マッチ -Dark Match-

○ゴールダスト vs ボブ・ホーリー●
- ダーク・マッチ -Dark Match-

○アーメッド・ジョンソン vs スキップ●
- ダーク・マッチ -Dark Match-

○ファトゥ vs ハンター・ハースト・ヘルムスリー●
- ○サビオ・ベガ vs ウェイロン・マーシー●

- ○サイコ・シッド（w / テッド・デビアス） vs ヘンリー・ゴッドウィン●

- ○ブリティッシュ・ブルドッグ vs バンバン・ビガロ●

- ○ディーン・ダグラス（w / ボブ・バックランド） vs レイザー・ラモン●

- ○ブレット・ハート vs ジャン＝ピエール・ラフィット●

- WWFタッグ王座戦 -WWF Tag Team Championship-

●ヨコズナ&ブリティッシュ・ブルドッグ(c) vs ディーゼル&ショーン・マイケルズ○
- ダーク・マッチ -Dark Match-

○ジ・アンダーテイカー vs キング・メイブル●

### 第4回大会 In Your House 4
- 開催日 : 1995年10月22日
- 開催場所 : マニトバ州ウィニペグのウィニペグ・アリーナ
- 観客動員数 : 10,339人

- ダーク・マッチ -Dark Match-

○ボブ・ホーリー vs ラッド・ラドフォード●
- ○ハンター・ハースト・ヘルムスリー vs ファトゥ●

- WWFタッグ王座戦 -WWF Tag Team Championship-

○ザ・スモーキン・ガンズ(ビリー・ガン&バート・ガン)(c) vs レイザー・ラモン&1-2-3キッド●
- ○ゴールダスト vs マーティ・ジャネッティ●

- △ヨコズナ（w / ジム・コルネット、ミスター・フジ） vs キング・メイブル（w / サー・モー）△

- 当時IC王者のショーン・マイケルズが怪我のため王座を返上し、ディーン・ダグラスへと譲渡する。

- WWFインターコンチネンタル王座戦 -WWF Intercontinental Championship-

●ディーン・ダグラス(c) vs レイザー・ラモン○
- WWF王座戦 -WWF Championship-

●ディーゼル(c) vs ブリティッシュ・ブルドッグ○
反則裁定のため王座の移動はなし
- ダーク・マッチ -Dark Match-

○ヘンリー・ゴッドウィン vs サイコ・シッド●
- ダーク・マッチ -Dark Match-

○ブレット・ハート vs アイザック・ヤンカム●
- ダーク・マッチ -Dark Match-

○オーエン・ハート&ヨコズナ vs サビオ・ベガ&バンバン・ビガロ●

### 第5回大会 In Your House 5
- 開催日 : 1995年12月17日
- 開催場所 : ペンシルベニア州ハーシーのハーシーパーク・アリーナ
- 観客動員数 : 7,289人

- ダーク・マッチ -Dark Match-

○サビオ・ベガ vs ボブ・バックランド●
- ○レイザー・ラモン&マーティ・ジャネッティ vs 1-2-3キッド&サイコ・シッド●

- ○アーメッド・ジョンソン vs バディ・ランデル（w / ディーン・ダグラス）●

- 豚小屋マッチ -Arkansas Hog Pen Match-

○ハンター・ハースト・ヘルムスリー vs ヘンリー・ゴッドウィン●
- ○オーエン・ハート（w / ジム・コルネット） vs ディーゼル●

- カスケット・マッチ -Casket Match-

○ジ・アンダーテイカー vs キング・メイブル（w / サー・モー）●
- WWF王座戦 -WWF Championship-

○ブレット・ハート(c) vs ブリティッシュ・ブルドッグ（w / ジム・コルネット、ダイアナ・スミス）●
- ダーク・マッチ -Dark Match-

○ゴールダスト vs デューク・ドローズ●
- ダーク・マッチ -Dark Match-

○ザ・スモーキン・ガンズ(ビリー・ガン&バート・ガン)&白使&バリー・ホロウィッツ vs ザ・ボディードナーズ(スキップ&ジップ)&ヨコズナ&アイザック・ヤンカム●

### 第6回大会 In Your House 6
- 開催日 : 1996年2月18日
- 開催場所 : ケンタッキー州ルイビルのルイビル・ガーデンズ
- 観客動員数 : 5,500人

- フリー・フォー・オール・マッチ -Free for All Match-

○ジェイク・ロバーツ vs タタンカ（w / テッド・デビアス）●
- クライベイビー・マッチ -Crybaby Match-

○レイザー・ラモン vs 1-2-3キッド（w / テッド・デビアス）●
- ○ハンター・ハースト・ヘルムスリー vs デューク・ドローズ●

- ○ヨコズナ vs ブリティッシュ・ブルドッグ（w / ジム・コルネット）●

- ○ショーン・マイケルズ vs オーエン・ハート（w / ジム・コルネット）●

スティール・ケージ・マッチ形式WWF王座戦 -Steel Cage Match for the WWF Championship-
○ブレット・ハート(c) vs ディーゼル●
- ダーク・マッチ -Dark Match-

○アーメッド・ジョンソン vs アイザック・ヤンカム●
- ダーク・マッチ -Dark Match-

○ザ・ゴッドウィンズ(フィニアス・ゴッドウィン&ヘンリー・ゴッドウィン) vs ザ・ボディードナーズ(スキップ&ジップ)●
- ダーク・マッチ/WWFインターコンチネンタル王座戦 -Dark Match/WWF Intercontinental Championship-

●ゴールダスト(c) vs ジ・アンダーテイカー○
カウントアウトのため王座移動なし

### 第7回大会 In Your House 7: Good Friends, Better Enemies
- 開催日 : 1996年4月28日
- 開催場所 : ネブラスカ州オマハのオマハ・シビック・オーディトリアム
- 観客動員数 : 9,563人

- フリー・フォー・オール・マッチ -Free for All Match-

○マーク・メロ（w / セイブル） vs 1-2-3キッド（w / テッド・デビアス）●
- ○オーエン・ハート&ブリティッシュ・ブルドッグ vs ジェイク・ロバーツ&アーメッド・ジョンソン●

- WWFインターコンチネンタル王座戦 -WWF Intercontinental Championship-

●ゴールダスト(c)（w / マレーナ&ボディーガード） vs アルティメット・ウォリアー○
カウントアウトのため王座移動なし
- ○ベイダー（w /ジム・コルネット） vs レイザー・ラモン●

- WWFタッグ王座戦 -WWF Tag Team Championship-

○ザ・ボディードナーズ(スキップ&ジップ)(c)（w / サニー） vs ザ・ゴッドウィンズ(フィニアス・I・ゴッドウィン&ヘンリー・O・ゴッドウィン)（w / ヒルビリー・ジム）●
- ノー・ホールズ・バード形式WWF王座戦 -No Holds Barred Match for the WWF Championship-

○ショーン・マイケルズ(c) vs ディーゼル●
- ダーク・マッチ -Dark Match-

○サビオ・ベガ vs "ストーンコールド" スティーブ・オースチン●
- ダーク・マッチ -Dark Match-

○ハンター・ハースト・ヘルムスリー vs マーク・メロ●
- ダーク・マッチ -Dark Match-

○ジ・アンダーテイカー vs マンカインド●

### 第8回大会 In Your House 8: Beware of Dog

#### 5/26
- 開催日 : 1996年5月26日
- 開催場所 : サウスカロライナ州フローレンスのフローレンス・シビック・センター
- 観客動員数 : 6,000人

- フリー・フォー・オール・マッチ/WWFタッグ王座戦 -Free for All Match/WWF Tag Team Championship-

●ザ・ゴッドウィンズ(フィニアス・ゴッドウィン&ヘンリー・ゴッドウィン)(c) vs ザ・スモーキン・ガンズ(ビリー・ガン&バート・ガン)○
- ダーク・マッチ -Dark Match-

○ボブ・ホーリー vs アイザック・ヤンカム●
- ○マーク・メロ（w / セイブル） vs ハンター・ハースト・ヘルムスリー●

- カリビアン・ストラップ・マッチ -Caribbean Strap Match-

○サビオ・ベガ vs "ストーンコールド" スティーブ・オースチン（w / テッド・デビアス）●
- ○ヨコズナ vs ベイダー（w / ジム・コルネット）●

- 棺桶マッチ形式WWFインターコンチネンタル王座戦 -Casket Match for the WWF Intercontinental Championship-

○ゴールダスト(c)（w / マレーナ） vs ジ・アンダーテイカー（w / ポール・ベアラー）●
- ○ジェイク・ロバーツ vs ジャスティン・ブラッドショー（w / アンクル・ゼベカイア）●

- WWF王座戦 -WWF Championship-

△ショーン・マイケルズ(c)（w / ホセ・ロザリオ） vs ブリティッシュ・ブルドッグ（w / オーエン・ハート、ダイアナ・スミス、クラレンス・メイソン）△
- ダーク・マッチ -Dark Match-

○アーメッド・ジョンソン vs ジェリー・ローラー●
- ダーク・マッチ -Dark Match-

○アルティメット・ウォリアー vs オーエン・ハート●

#### 5/28
- 開催日 : 1996年5月28日
- 開催場所 : サウスカロライナ州ノースチャールストンのノースチャールストン・コロシアム
- 観客動員数 : 4,500人

- ○マーク・メロ（w / セイブル） vs ハンター・ハースト・ヘルムスリー●

- WWF王座戦 -WWF Championship-

△ショーン・マイケルズ(c)（w / ホセ・ロザリオ） vs ブリティッシュ・ブルドッグ（w / オーエン・ハート、ダイアナ・スミス、クラレンス・メイソン）△
- カリビアン・ストラップ・マッチ -Caribbean Strap Match-

○サビオ・ベガ vs "ストーンコールド" スティーブ・オースチン（w / テッド・デビアス）●
- ○ベイダー（w / ジム・コルネット） vs ヨコズナ●

- 棺桶マッチ形式WWFインターコンチネンタル王座戦 -Casket Match for the WWF Intercontinental Championship-

○ゴールダスト(c)（w / マレーナ） vs ジ・アンダーテイカー（w / ポール・ベアラー）●

### 第9回大会 In Your House 9: International Incident
- 開催日 : 1996年7月21日
- 開催場所 : ブリティッシュコロンビア州バンクーバーのゼネラル・モータース・プレイス
- 観客動員数 : 14,804人

- フリー・フォー・オール・マッチ -Free for All Match-

○ジャスティン・ブラッドショー vs サビオ・ベガ●
- ○ザ・ボディードナーズ(スキップ&ジップ) vs ザ・スモーキン・ガンズ(ビリー・ガン&バート・ガン)●

- ○マンカインド vs ヘンリー・ゴッドウィン●

- ○"ストーンコールド" スティーブ・オースチン vs マーク・メロ●

- ○ジ・アンダーテイカー vs ゴールダスト●

- ○ベイダー&オーエン・ハート&ブリティッシュ・ブルドッグ（w / ジム・コルネット） vs ショーン・マイケルズ&サイコ・シッド&アーメッド・ジョンソン（w / ホセ・ロザリオ）●

### 第10回大会 In Your House 10: Mind Games
- 開催日 : 1996年9月22日
- 開催場所 : ペンシルベニア州フィラデルフィアのコアステイツ・センター
- 観客動員数 : 15,000人

- フリー・フォー・オール・マッチ -Free for All Match-

○サビオ・ベガ vs マーティ・ジャネッティ●
- カリビアン・ストラップ・マッチ -Caribbean Strap Match-

○サビオ・ベガ vs ジャスティン・ブラッドショー●
- ○ホセ・ロザリオ vs ジム・コルネット●

- WWFタッグ王座戦 -WWF Tag Team Championship-

●ザ・スモーキン・ガンズ(ビリー・ガン&バート・ガン)(c)（w / サニー） vs オーエン・ハート&ブリティッシュ・ブルドッグ○
- ○マーク・ヘンリー vs ジェリー・ローラー●

- ファイナル・カーテン・マッチ -Final Curtain Match-

○ジ・アンダーテイカー vs ゴールダスト●
- WWF王座戦 -WWF Championship-

○ショーン・マイケルズ(c)（w / ホセ・ロザリオ） vs マンカインド（w / ポール・ベアラー）●
- ダーク・マッチ -Dark Match-

○ジェイク・ロバーツ vs ハンター・ハースト・ヘルムスリー●
- ダーク・マッチ -Dark Match-

○ファルーク vs マーク・メロ●
- ダーク・マッチ -Dark Match-

○サイコ・シッド vs ベイダー●

### 第11回大会 In Your House 11: Buried Alive
- 開催日 : 1996年10月20日
- 開催場所 : インディアナ州インディアナポリスのマーケット・スクエア・アリーナ
- 観客動員数 : 9,649人

- フリー・フォー・オール・マッチ -Free for All Match-

○ザ・ストーカー vs ジャスティン・ブラッドショー●
- ○"ストーンコールド" スティーブ・オースチン vs ハンター・ハースト・ヘルムスリー●

- WWFタッグ王座戦 -WWF Tag Team Championship-

○オーエン・ハート&ブリティッシュ・ブルドッグ(c) vs ザ・スモーキン・ガンズ(ビリー・ガン&バート・ガン)●
- WWFインターコンチネンタル王座戦 -WWF Intercontinental Championship-

○マーク・メロ(c)（w / セイブル） vs ゴールダスト（w / マレーナ）●
- ○サイコ・シッド vs ベイダー（w / ジム・コルネット）●

- ベリード・アライブ・マッチ -Buried Alive Match-

○ジ・アンダーテイカー vs マンカインド（w / ポール・ベアラー）●
- ダーク・マッチ -Dark Match-

○ザ・ゴッドウィンズ(フィニアス・ゴッドウィン&ヘンリー・ゴッドウィン) vs ザ・ニュー・ロッカーズ(マーティ・ジャネッティ&リーフ・キャシディ)●
- ダーク・マッチ/WWF王座戦 -Dark Match/WWF Championship-

○ショーン・マイケルズ(c) vs ゴールダスト（w / マレーナ）●

### 第12回大会 In Your House 12: It's Time
- 開催日 : 1996年12月15日
- 開催場所 : フロリダ州ウェストパームビーチのウェストパームビーチ・オーディトリアム
- 観客動員数 : 5,708人

- フリー・フォー・オール・マッチ -Free for All Match-

○ロッキー・メイビア vs サルバトーレ・シンシア●
- ○フラッシュ・ファンク vs リーフ・キャシディ●

- WWFタッグ王座戦 -WWF Tag Team Championship-

○オーエン・ハート&ブリティッシュ・ブルドッグ(c) vs レイザー・ラモンII&ディーゼルII●
- WWFインターコンチネンタル王座戦 -WWF Intercontinental Championship-

●ハンター・ハースト・ヘルムスリー(c) vs マーク・メロ（w / セイブル）○
カウントアウトのため王座移動はなし
- アルマゲドン・ルールズ・マッチ -Armageddon Rules Match-

○ジ・アンダーテイカー vs ジ・エクスキューショナー（w / ポール・ベアラー）●
- WWF王座戦 -WWF Championship-

○サイコ・シッド(c) vs ブレット・ハート●
- ダーク・マッチ -Dark Match-

○ブラッカス vs ドクター・X●
- ダーク・マッチ -Dark Match-

○"ストーンコールド" スティーブ・オースチン vs ゴールダスト
- ダーク・マッチ -Dark Match-

○ショーン・マイケルズ vs マンカインド（w / ポール・ベアラー）●

### 第13回大会 In Your House 13: Final Four
- 開催日 : 1997年2月16日
- 開催場所 : テネシー州チャタヌーガのUTCアリーナ
- 観客動員数 : 6,399人

- ダーク・マッチ -Dark Match-

○ザ・ゴッドウィンズ(フィニアス・ゴッドウィン&ヘンリー・ゴッドウィン) vs ザ・ヘッドバンガーズ(モッシュ&スラッシャー)●
- ○マーク・メロ（w / セイブル） vs リーフ・キャシディ●

- ○ネーション・オブ・ドミネーション(ファルーク&クラッシュ&サビオ・ベガ)（w / クラレンス・メイソン） vs バート・ガン&ゴールダスト&フラッシュ・ファンク●

- WWFインターコンチネンタル王座戦 -WWF Intercontinental Championship-

○ロッキー・メイビア(c) vs ハンター・ハースト・ヘルムスリー●
- WWFタッグ王座戦 -WWF Tag Team Championship-

●オーエン・ハート&ブリティッシュ・ブルドッグ(c)（w / クラレンス・メイソン） vs ダグ・ファーナス&フィル・ラフォン○
- 4-コーナーズ・エリミネーション・マッチ形式WWF王座戦 -Four Corners Elimination Match for the vacant WWF Championship-

○ブレット・ハート vs "ストーンコールド" スティーブ・オースチン vs ベイダー vs ジ・アンダーテイカー
| 退場順 | スーパースター         | 退場させたスーパースター |
| 1      | スティーブ・オースチン | ブレット・ハート         |
| 2      | ベイダー               | ジ・アンダーテイカー     |
| 3      | ジ・アンダーテイカー   | ブレット・ハート         |
| 勝者   | ブレット・ハート       |                          |

### 第14回大会 In Your House 14: Revenge of the 'Taker
- 開催日 : 1997年4月20日
- 開催場所 : ニューヨーク州ロチェスターのウォー・メモリアル・オーディトリアム
- 観客動員数 : 6,477人

- フリー・フォー・オール・マッチ -Free for All Match-

○ザ・サルタン vs フラッシュ・ファンク●
- WWFタッグ王座戦 -WWF Tag Team Championship-

●オーエン・ハート&ブリティッシュ・ブルドッグ(c) vs リージョン・オブ・ドゥーム(ホーク&アニマル)○
反則裁定のため王座移動はなし
- WWFインターコンチネンタル王座戦 -WWF Intercontinental Championship-

●ロッキー・メイビア(c) vs サビオ・ベガ（w / クラッシュ）○
カウントアウトのため王座移動はなし
- ○ジェシー・ジェイムス vs ロカビリー（w / ホンキー・トンク・マン）●

- WWF王座戦 -WWF Championship-

○ジ・アンダーテイカー(c) vs マンカインド（w / ポール・ベアラー）●
- ○"ストーンコールド" スティーブ・オースチン vs ブレット・ハート●

### 第15回大会 In Your House 15: A Cold Day in Hell
- 開催日 : 1997年5月11日
- 開催場所 : バージニア州リッチモンドのリッチモンド・コロシアム
- 観客動員数 : 9,381人

- フリー・フォー・オール・マッチ -Free for All Match-

○ロカビリー vs ジェシー・ジェイムス●
- ○ハンター・ハースト・ヘルムスリー（w / チャイナ） vs フラッシュ・ファンク●

- ○マンカインド vs ロッキー・メイビア●

- ガントレット・マッチ -Gauntlet Match-

○アーメッド・ジョンソン vs クラッシュ●
○アーメッド・ジョンソン vs サビオ・ベガ●
●アーメッド・ジョンソン vs ファルーク○
- ノー・ホールズ・バード・マッチ -No Holds Barred Match-

○ケン・シャムロック vs ベイダー●
- WWF王座戦 -WWF Championship-

○ジ・アンダーテイカー(c) vs "ストーンコールド" スティーブ・オースチン●
- ダーク・マッチ/WWFタッグ王座戦 -Dark Match/WWF Tag Team Championship-

●オーエン・ハート&ブリティッシュ・ブルドッグ(c) vs リージョン・オブ・ドゥーム(ホーク&アニマル)○
反則裁定のため王座移動はなし

### 第16回大会 In Your House 16: Canadian Stampede
- 開催日 : 1997年7月6日
- 開催場所 : アルバータ州カルガリーのサドルドーム
- 観客動員数 : 12,151人

- フリー・フォー・オール・マッチ -Free for All Match-

○ザ・ゴッドウィンズ(フィニアス・ゴッドウィン&ヘンリー・ゴッドウィン) vs ニュー・ブラックジャックス(ブラックジャック・ウインダム&ブラックジャック・ブラッドショー)●
- △マンカインド vs ハンター・ハースト・ヘルムスリー（w / チャイナ）△

- ○ザ・グレート・サスケ vs TAKAみちのく●

- WWF王座戦 -WWF Championship-

○ジ・アンダーテイカー vs ベイダー（w / ポール・ベアラー）●
- ○ハート・ファウンデーション(ブレット・ハート&ジム・ナイドハート&オーエン・ハート&ブリティッシュ・ブルドッグ&ブライアン・ピルマン) vs "ストーンコールド" スティーブ・オースチン&ケン・シャムロック&ゴールダスト&リージョン・オブ・ドゥーム(ホーク&アニマル)●

### 第17回大会 In Your House 17: Ground Zero
- 開催日 : 1997年9月7日
- 開催場所 : ケンタッキー州ルイビルのルイビル・ガーデンズ
- 観客動員数 : 4,963人

- ブライアン・ピルマン vs ゴールダスト（w / マレーナ）●

- ○ブライアン・クリストファー vs スコット・プトスキー●

- トリプルスレット・マッチ -Triple Threat Match-

○サビオ・ベガ vs クラッシュ vs ファルーク
- ○マックス・ミニ vs エル・トリト●

- フェイタル4ウェイ・エリミネーション・マッチ形式WWF王座戦 -Fatal Four-Way Elimination Match for the vacant WWF Tag Team Championship-

○ザ・ヘッドバンガーズ(モッシュ&スラッシャー) vs リージョン・オブ・ドゥーム(ホーク&アニマル) vs ザ・ゴッドウィンズ(フィニアス・ゴッドウィン&ヘンリー・ゴッドウィン) vs オーエン・ハート&ブリティッシュ・ブルドッグ
- WWF王座戦 -WWF Championship-

○ブレット・ハート(c) vs パトリオット●
- △ジ・アンダーテイカー vs ショーン・マイケルズ△

### 第18回大会 In Your House 18: Badd Blood
- バッド・ブラッドを参照

### 第19回大会 In Your House 19: D-Generation X
- 開催日 : 1997年12月7日
- 開催場所 : マサチューセッツ州スプリングフィールドのスプリングフィールド・シビック・センター
- 観客動員数 : 6,358人

- WWFライトヘビー級王座戦 -WWF Light Heavyweight Championship-

○TAKAみちのく vs ブライアン・クリストファー●
- ○ロス・ボリカス(サビオ・ベガ&ホセ・エストラーダ&ミゲル・ペレス・ジュニア&ヘスス・カスティーヨ・ジュニア) vs ディサイプルズ・オブ・アポカリプス(クラッシュ&チェインズ&8ボール&スカル)●

- タフマン・マッチ -Toughman Match-

○バタービーン vs マーク・メロ●
- WWFタッグ王座戦 -WWF Tag Team Championship-

○ニュー・エイジ・アウトローズ(ロード・ドッグ&ビリー・ガン)(c) vs リージョン・オブ・ドゥーム(ホーク&アニマル)●
- ブート・キャンプ・マッチ -Boot Camp Match-

○ハンター・ハースト・ヘルムスリー（w / チャイナ） vs サージェント・スローター●
- ○ジェフ・ジャレット vs ジ・アンダーテイカー●

- WWFインターコンチネンタル王座戦 -WWF Intercontinental Championship-

○"ストーンコールド" スティーブ・オースチン(c) vs "ザ・ロック" ロッキー・メイビア●
- WWF王座戦 -WWF Championship-

●ショーン・マイケルズ(c)（w / ハンター・ハースト・ヘルムスリー、チャイナ） vs ケン・シャムロック○
反則裁定のため王座移動はなし

### 第20回大会 In Your House 20: No Way Out of Texas
- ノー・ウェイ・アウトを参照

### 第21回大会 In Your House 21: Unforgiven
- アンフォーギヴェンを参照

### 第22回大会 In Your House 22: Over the Edge
- オーバー・ジ・エッジを参照

### 第23回大会 In Your House 23: Fully Loaded
- フューリー・ローデッドを参照

### 第24回大会 In Your House 24: Breakdown
- 開催日 : 1998年9月27日
- 開催場所 : オンタリオ州ハミルトンのコップス・コロシアム
- 観客動員数 : 17,405人

- サンデー・ナイト・ヒート・マッチ -Sunday Night HEAT Match-

○ゴルガ vs モッシュ●
- サンデー・ナイト・ヒート・マッチ -Sunday Night HEAT Match-

○ハーディー・ボーイズ(マット・ハーディー&ジェフ・ハーディー) vs カイエンタイ(MEN'Sテイオー&フナキ)●
- サンデー・ナイト・ヒート・マッチ/トリプルスレット・マッチ -Sunday Night HEAT Match/Triple Threat Match-

○8ボール vs スカル vs ビリー・ガン
- ○オーエン・ハート vs エッジ●

- ○アル・スノー&スコーピオ vs トゥー・マッチ(ブライアン・クリストファー&スコット・テイラー)●

- ○マーク・メロ（w / ジャクリーン） vs ドロズ●

- フォールズ・カウント・エニウェア・マッチ -Falls Count Anywhere Match-

○ブラッドショー vs ベイダー●
- ○ディーロ・ブラウン vs ギャングレル●

- トリプルスレット・スティール・ケージ・マッチ -Triple Threat Steel Cage Match-

○ザ・ロック vs マンカインド vs ケン・シャムロック●
- ○バル・ビーナス（w / テリー・ラネルズ） vs ダスティン・ラネルズ●

- ○D-ジェネレーションX(ビリー・ガン&ロード・ドッグ&Xパック) vs ジェフ・ジャレット&サザン・ジャスティス(マーク・カンタベリー&デニス・ナイト)●

- トリプルスレット形式WWF王座戦 -Triple Threat Match for the WWF Championship-

●"ストーンコールド" スティーブ・オースチン(c) vs ジ・アンダーテイカー○ vs ケイン○

### 第25回大会 In Your House 25: Judgment Day
- ジャッジメント・デイを参照

### 第26回大会 In Your House 26: Rock Bottom
- 開催日 : 1998年12月13日
- 開催場所 : ブリティッシュコロンビア州バンクーバーのゼネラル・モータース・プレイス
- 観客動員数 : 17,677人

- サンデー・ナイト・ヒート・マッチ/WWFライトヘビー級王座戦 -Sunday Night HEAT Match/WWF Light Heavyweight Championship-

○ギルバーグ(c) vs マット・ハーディー●
- サンデー・ナイト・ヒート・マッチ -Sunday Night HEAT Match-

○ケビン・クイン vs ブライアン・クリストファー●
- サンデー・ナイト・ヒート・マッチ -Sunday Night HEAT Match-

○トリプルH vs ドロズ●
- サンデー・ナイト・ヒート・マッチ -Sunday Night HEAT Match-

○ニュー・エイジ・アウトローズ(ロード・ドッグ&ビリー・ガン) vs アコライツ(ファルーク&ブラッドショー)●
- ○マーク・ヘンリー&ディーロ・ブラウン（w / テリー・ラネルズ、ジャクリーン） vs ザ・ゴッドファーザー&バル・ビーナス●

- ○ザ・ヘッドバンガーズ(モッシュ&スラッシャー) vs ジ・オディティーズ(ゴルガ&クルガン)●

- ○スティーブ・ブラックマン vs オーエン・ハート●

- ○ザ・ブルード(エッジ&クリスチャン&ギャングレル) vs ジョブ・スクアッド(アル・スノー&ボブ・ホーリー&スコーピオ)●

- ○ゴールダスト vs ジェフ・ジャレット（w / デブラ）●

- WWFタッグ王座戦 -WWF Tag Team Championship-

○ニュー・エイジ・アウトローズ(ロード・ドッグ&ビリー・ガン)(c) vs ビッグ・ボスマン&ケン・シャムロック●
- WWF王座戦 -WWF Championship-

●ザ・ロック(c) vs マンカインド○
- ベリード・アライブ・マッチ -Buried Alive Match-

○"ストーンコールド" スティーブ・オースチン vs ジ・アンダーテイカー●

### 第27回大会 In Your House 27: St. Valentine's Day Massacre
- 開催日 : 1999年2月14日
- 開催場所 : テネシー州メンフィスのザ・ピラミッド
- 観客動員数 : 19,028人

- ダーク・マッチ -Dark Match-

○トゥー・クール(ブライアン・クリストファー&スコット・ガーランド) vs ハーディー・ボーイズ(マット・ハーディー&ジェフ・ハーディー)●
- サンデー・ナイト・ヒート・マッチ -Sunday Night HEAT Match-

○ヴィセラ vs テスト●
- サンデー・ナイト・ヒート・マッチ -Sunday Night HEAT Match-

○デブラ vs アイボリー●
- サンデー・ナイト・ヒート・マッチ -Sunday Night HEAT Match-

△ビリー・ガン vs タイガー・アリ・シン△
- ○ゴールダスト vs ブルーダスト●

- WWFハードコア王座戦 -WWF Hardcore Championship-

○ボブ・ホーリー vs アル・スノー●
- ○ビッグ・ボスマン vs ミディオン●

- WWFタッグ王座戦 -WWF Tag Team Championship-

○オーエン・ハート&ジェフ・ジャレット(c)（w / デブラ） vs マーク・ヘンリー&ディーロ・ブラウン（w / アイボリー）●
- WWFインターコンチネンタル王座戦 -WWF Intercontinental Championship-

●ケン・シャムロック(c) vs バル・ビーナス（w / ライアン・シャムロック）○
特別レフェリー ビリー・ガン
- ○ザ・コーポレーション(ケイン&チャイナ) vs D-ジェネレーションX(トリプルH&Xパック)●

- ラストマン・スタンディング・マッチ形式WWF王座戦 -Last Man Standing Match for the WWF Championship-

△マンカインド(c) vs ザ・ロック△
スティール・ケージ・マッチ -Steel Cage Match-
○"ストーンコールド" スティーブ・オースチン vs ミスター・マクマホン●

### 第28回大会 In Your House 28: Backlash
- WWE・バックラッシュを参照